# Digitale Bibliotheek voor de Nederlandse Letteren
De Digitale Bibliotheek voor de Nederlandse Letteren (DBNL) is een website over Nederlandse taal en literatuur. De site bevat vele duizenden literaire teksten, secundaire literatuur en aanvullende informatie als biografieën, portretten en hyperlinks. De DBNL ontsloot eind 2021 een collectie van 14.777 gedigitaliseerde boeken en tijdschriften op het gebied van Nederlandstalige literatuur, taal en cultuurgeschiedenis. De website is wereldwijd toegankelijk.

## Ontstaan

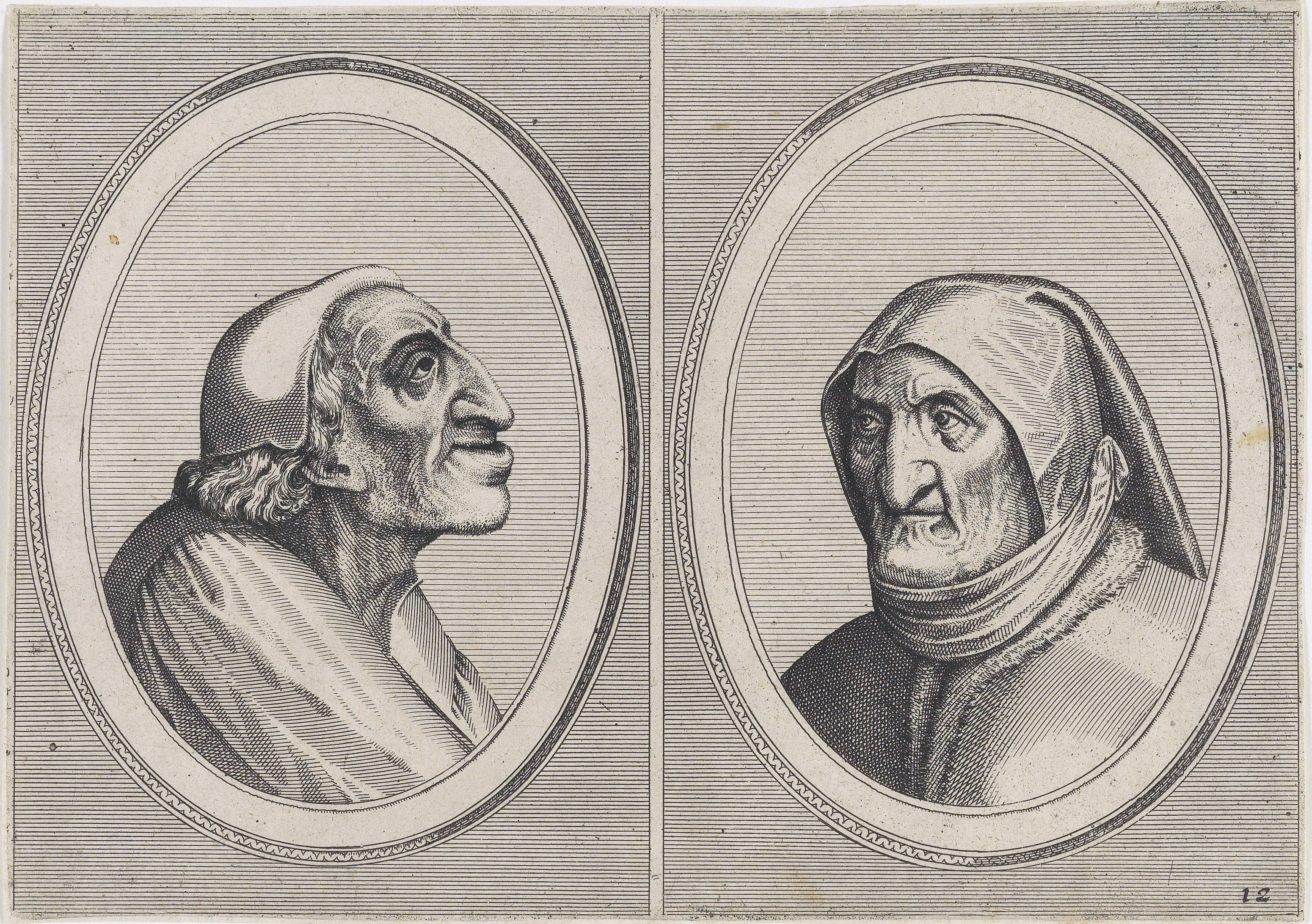
Pater Muylaert en Mater Bille-bloots. Gravure naar Pieter Bruegel de Oude

De Digitale Bibliotheek voor de Nederlandse Letteren is een initiatief van Stichting DBNL die in 1999 werd opgericht door de Maatschappij der Nederlandse Letterkunde. De opbouw van de digitale bibliotheek is mogelijk gemaakt door financiële steun van onder andere Nederlandse Organisatie voor Wetenschappelijk Onderzoek (NWO) en de Nederlandse Taalunie. De collectie beslaat het hele Nederlandse taalgebied, dat wil zeggen Vlaanderen, Nederland, Suriname, de Caribische delen van het Nederlandse Koninkrijk, Zuid-Afrika en Namibië. Jaarlijks worden er ca. 250.000 pagina's tekst aan toegevoegd. Over de selectie ervan beslist een commissie van Nederlandse en Vlaamse deskundigen.
Een comité. voorgezeten door Paul Schnabel, heeft in 2008 een selectie van duizend werken gemaakt. Deze selectie zag het comité als sleutelteksten van de Vlaamse en Nederlandse cultuurgeschiedenis en heet de dbnl-basisbibliotheek. 
In juni 2014 werd een belangrijk project afgerond: 50.000 Nederlandse liederen online. Binnen dit project zijn in vijf jaar tijd ruim 50.000 liederen van voor 1900 gedigitaliseerd. De teksten zijn bij de DBNL te vinden; in de Nederlandse Liederenbank is veel te vinden over de achtergronden van de liederen. Zo is bijvoorbeeld na te gaan welke liederen dezelfde melodieën hebben of juist dezelfde tekst. De twee websites zijn op liedniveau verbonden met elkaar. Het project was een samenwerking van de Universiteit Utrecht, het Meertens Instituut en DBNL, en werd grotendeels gefinancierd door NWO.
DBNL telde in 2021 2.783.883 bezoekers.

## Afdelingen

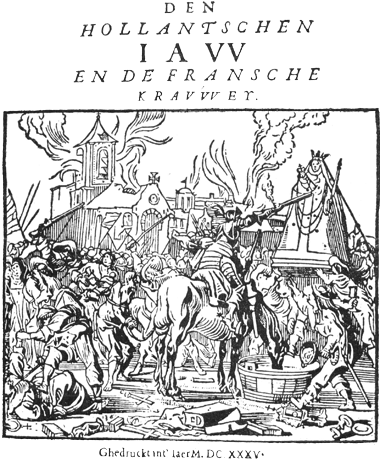
Plundering van Tienen (België) in 1635

In de DBNL zijn er aparte afdelingen voor:
- Nederlandse literatuur
- Friese literatuur
- Limburgse literatuur
- Surinaamse literatuur
- Zuid-Afrikaanse literatuur
- Nederlandse taal

Andere belangrijke toepassingen zijn: literatuurgeschiedenis, de atlas en het calendarium.

## Herstructurering
De Nederlandse Taalunie, de Koninklijke Bibliotheek (KB), nationale bibliotheek van Nederland, en de Vlaamse Erfgoedbibliotheek sloten in augustus 2014 een akkoord om de Digitale Bibliotheek voor de Nederlandse Letteren (DBNL) onder te brengen bij de KB. De KB draagt sinds 1 januari 2015 zorg voor de website dbnl.org. De Taalunie, de KB en de Vlaamse Erfgoedbibliotheek zijn sindsdien samen verantwoordelijk voor het beleid en de inhoud; de Taalunie zorgt voor de financiering. Over de selectie van de in de DBNL op te nemen werken blijft een commissie van Nederlandse en Vlaamse deskundigen beslissen.

## Gouden Ereveer
Tijdens de viering van het 25-jarig bestaan van DBNL op 8 november 2024 in de Koninklijke Bibliotheek (KB) werd DBNL onderscheiden met de Gouden Ereveer van de Academie De Gouden Ganzenveer. Caroline Reeders, voorzitter van het bestuur van de stichting De Gouden Ganzenveer en Academielid Arendo Joustra reikten het kunstwerk uit aan Gunther Van Neste, algemeen secretaris van de Taalunie, Mathijs Lamberigts, voorzitter van de Vlaamse Erfgoedbibliotheken, en Karin Eggink, producteigenaar van DBNL bij de KB. Academielid Abdelkader Benali omschreef in zijn toespraak DBNL  als ‘een waarlijke grot van Ali Baba met originele teksten, literaire tijdschriften, gedichtenbundels, romans, biografische schetsen en oude geschriften. De no-nonsense website biedt snel toegang tot gezochte bronnen en is een feest om in rond te snuffelen. Een onmisbaar instrument voor wie het naadje van de kous wil weten van onze Nederlandstalige literatuur.’